# 新竹縣立湖口高級中學
新竹縣立湖口高級中學，是一所位於新竹縣湖口鄉的縣立普通型高級中等學校，原為新竹縣立湖口國民中學增設高中部改制而來，於2025年8月獨立設校。

## 簡史
- 1997年，新竹縣立湖口國民中學試辦完全高中，改制新竹縣立湖口中學。
- 2003年，更名為新竹縣立湖口高級中學。
- 2025年，新設「AI實驗班」，以國立陽明交通大學及國立臺灣師範大學師資進行暑期營隊教學[1]，並規劃實驗班高三生赴國立臺灣大學高科技廠房設施研究中心進行半導體相關領域參訪學習[2]。
- 2025年8月，國高中分立，國中部於原中正路校地復歸「新竹縣立湖口國民中學」，高中部遷校至王爺壟新校地獨立設校。

## 歷任校長
| 任期 | 姓名       | 任職日期  | 離職日期 | 備註                                                         |
| ---- | ---------- | --------- | -------- | ------------------------------------------------------------ |
| 1    | 姜錢珠女士 | 2025年8月 | 現任     | 臺北市立中山女子高級中學教務主任升任，高中部獨立設校後續掌。 |

## 招生科別
- 普通科
  - 體育班
- 商業經營科
- 電機及電子群科(預計2027年)
- 設計群科(預計2027年)

## 友好學校
日本廣島縣：廣島縣立大柿高等學校

### 友校交流記錄
- 2018年1月7日：正式簽屬姊妹校合作協定。
- 2018年1月23日：姊妹校來校參訪。
- 2019年3月15日：參訪先遣團3名高中生與校長參訪湖口高中。
- 2019年3月20日：36名高中生參訪湖口高中。

## 外部連結
- 新竹縣立湖口高級中學網站 （页面存档备份，存于）